# Semisuturia inermis
Semisuturia inermis är en tvåvingeart som först beskrevs av Malloch 1933.  Semisuturia inermis ingår i släktet Semisuturia och familjen parasitflugor. Inga underarter finns listade i Catalogue of Life.